# Szymon Syrski
Szymon Syrski (24. října 1824 Łubno – 13. ledna 1882 Lvov) byl polský přírodovědec. V Krakově studoval lékařství, studia dokončil ve Vídni. Během svého života byl vyslán tehdejší rakouskou vládou na dálný východ. Po návratu se stal profesorem zoologie ve Lvově.
Pro tehdejší vědu byl významný především jeho objev samčích pohlavních žláz úhoře říčního.

## Nejdůležitější vědecké práce
- Fauna morza Adrjatyckiego (1869)
- O medycynie europiejskiej w Japonji (1870)
- O rolnictwie w Kochinchinie (1874)
- Specjalne sprawozdan ie z wyprawy austrowegierskiej do Sjamu, Chin i Japonji (1872)